# Medicina sexual
A medicina sexual é um ramo da medicina relacionado ao diagnóstico, tratamento e prevenção de distúrbios da função sexual. Exemplos de distúrbios tratados com medicina sexual são disfunção erétil , hipogonadismo e câncer de próstata . A medicina sexual geralmente usa uma abordagem multidisciplinar envolvendo médicos, profissionais de saúde mental, assistentes sociais e terapeutas sexuais. Os médicos de medicina sexual costumam abordar o tratamento com remédios e cirurgia, enquanto os terapeutas sexuais costumam se concentrar em tratamentos comportamentais.
Embora a literatura sobre a prevalência de disfunção sexual seja muito limitada, especialmente em mulheres, cerca de 31% das mulheres relatam pelo menos uma disfunção sexual, independentemente da idade. Cerca de 43% dos homens relatam pelo menos uma disfunção sexual, e a maioria aumenta com a idade, exceto para a ejaculação precoce .